# Brochier
Brochier es un municipio brasileño del estado de Río Grande del Sur.
Se encuentra ubicado a una latitud de 29º32'43" Sur y una longitud de 51º35'10" Oeste, estando a una altitud de 90 metros sobre el nivel del mar. Su población según el censo de 2010 era de 4675 habitantes. Ocupa una superficie de 106,734 km².